# Distrikt Nueve de Julio
Der Distrikt Nueve de Julio (Nueve de Julio spanisch für „9. Juli“) liegt in der Provinz Concepción in der Region Junín in Zentral-Peru. Der Distrikt wurde am 9. Januar 1962 gegründet. Er hat eine Fläche von 6,85 km². Beim Zensus 2017 wurden 2360 Einwohner gezählt. Im Jahr 1993 lag die Einwohnerzahl bei 2232, im Jahr 2007 bei 1774. Sitz der Distriktverwaltung ist die 3326 m hoch gelegene Kleinstadt Santo Domingo del Prado mit 2076 Einwohnern (Stand 2017). Santo Domingo del Prado befindet sich 2,4 km nördlich der Provinzhauptstadt Concepción.

## Geographische Lage
Der Distrikt Nueve de Julio liegt im Andenhochland zentral in der Provinz Concepción. Der Distrikt liegt nördlich der Provinzhauptstadt Concepción. Entlang der nördlichen Distriktgrenze fließt der Río Achamayo nach Westen.
Der Distrikt Nueve de Julio grenzt im Südosten, im Süden und im Südwesten an den Distrikt Concepción, im Westen an den Distrikt Matahuasi sowie im Norden an den Distrikt Santa Rosa de Ocopa.

## Ortschaften
Im Distrikt gibt es neben dem Hauptort folgende größere Ortschaften:
- Alayo (452 Einwohner)
- Chimpamarca (319 Einwohner)